# 미키 맨틀
미키 찰스 맨틀(영어: Mickey Charles Mantle, 1931년 10월 20일 ~ 1995년 8월 13일)은 전 메이저 리그 베이스볼 뉴욕 양키스에서 활약한 선수였다. 포지션은 외야수였으며, 1950~1960년대 메이저 리그 야구 역사상 최고의 스위치타자로 평가받는다. 베이브 루스-루 게릭-조 디마지오에 이어 뉴욕 양키스 강타자의 계보를 이어간 미키 맨틀은 1950~1960년대 최고의 강타자로 명성을 날렸다.
미키 맨틀은 1951년부터 1968년까지 뉴욕 양키스의 중견수로 활약하면서 메이저 리그 통산 타율 0.298에 536홈런, 1509타점을 기록해 1974년 명예의 전당 기자단 투표에서 88.2%를 받아 헌액되었다. 그가 뉴욕 양키스에서 선수생활을 하는 동안 4번의 아메리칸리그 홈런왕과 3번의 MVP등을 수상하였으며, 소속팀을 12번이나 월드시리즈에 진출시켰고, 7번이나 우승을 차지하는데 가장 커다란 역할을 하였다.
그의 등번호 7번은 뉴욕 양키스에서 영구 결번으로 지정되어 있다.

## 생애 초기
미키 맨틀은 오클라호마주의 스파비노(Spavinaw)에서 석탄 광부인 엘빈 찰스 맨틀과 로벨 맨틀 사이에서 태어났다. "Mutt"(잡종개)라는 별명으로 알려진 그의 아버지는 아마추어 야구 선수 출신이었고, 명예의 전당에 들어간 필라델피아 애슬레틱스의 명포수 미키 코크레인(Mickey Cochrane)의 광팬이었기 때문에 그의 이름을 아들에게 지어주었다. 토니 카스트로가 쓴 '미키 맨틀: 미국의 돌아온 탕아'라는 책에 따르면 만년의 맨틀은 아버지가 코크레인의 진짜 First Name을 몰랐던 게 다행이라면서, 안그랬으면 Gordon이라는 짜증나는 이름이 될 뻔했다고 하였다. 맨틀은 아버지에 대해서 말할 때에는 늘 따뜻한 어조로 말을 하였고, 세상에서 가장 용감한 사람이라고 얘길하곤 하였다. "어떤 소년도 저처럼 아버지를 사랑하지는 못했을 겁니다."라면서 아버지에 대한 사랑을 표하기도 하였다. 그의 아버지는 맨틀이 메이저 리그 선수가 된 지 얼마 안된 1952년에 호지킨 림프종으로 39의 젊은 나이로 사망하였다.
맨틀이 4살 때 가족들은 오클라호마 주의 커머스 근처로 이사하였고, 맨틀은 커머스 고등학교에 들어가서 야구 외에도 농구와 풋볼 등 다방면에서 운동 재능을 자랑하였는데, 특히 풋볼 같은 경우는 오클라호마 대학에서 장학생 제의가 들어오기도 하였다. 하지만 풋볼을 하다 정강이를 차이면서 당한 부상 때문에 박테리아성 골수염에 걸렸는데, 몇 년 전이었다면 치료 방법으로는 절단밖에 없었으며, 여차하면 생명마저 위험했을 것이다. 맨틀에게는 다행스럽게도 이때에는 페니실린이 막 사용되기 시작했던 때인지라 치료를 할 수가 있었다. 하지만 병의 후유증은 그를 늘 괴롭혀 잦은 부상의 원인으로 야구 선수 생활에 가장 큰 장애물이었다. 그때문에 군입대가 면제되었고, 군면제는 선수생활 초기에 그가 인기없는 원인이 되기도 하였다.

## 선수 생활
맨틀의 첫 세미 프로 팀은 캔자스주에 있는 박스터 스프링스 위즈 키즈였다. 1948년 양키스의 스카우터 톰 그린웨이드(Tom Greenwade)는 맨틀의 팀 동료였던 3루수 빌리 존슨을 관찰하러 박스터 스프링스에 왔다가 스위치 히터로 장외 홈런을 두 개나 날린 맨틀에게 흥미를 느꼈다. 그린웨이드는 양키스 스카우터가 되기 전에도 재키 로빈슨과 로이 캄파넬라에 대해 호의적인 리포트를 작성할 정도로 유망주를 찾아내는 안목이 탁월하였고, 맨틀의 재능을 한 눈에 알아보았다. 훗날 그린웨이드는 맨틀을 자기가 본 유망주 중 최고였다라고 회고했을 정도로 맨틀의 재능은 대단하였고, 바로 계약을 맺고 싶었다. 하지만 맨틀은 당시 16살이었기 때문에 고등학교를 졸업하는 1949년까지 기다려야 하였다. 고등학교를 졸업하자 캔자스 주의 인디펜던스에 있는 양키스 산하 Class-D 마이너리그팀과 1,100 달러의 (현재 가치로는 10,134 달러) 계약금에 잔여 시즌 동안 400달러의 (현재 가치로는 4,606 달러) 연봉 계약을 맺었다. 커머스 고등학교 출신인 맨틀은 빠른 주력 덕분에 "The Commerce Comet(혜성)"이라는 별명을 얻게 되었고, 미주리주의 조플린에 있는 조플린 마이너스(Joplin Miners)로 승격하게 되었다. (그는 나중에 조플린의 홀리데이 인 모텔에 투자하면서 자신의 이름을 붙였다.)
1951년 4월 7일, 맨틀은 등번호 6번을 달고 우익수 포지션에서 메이저 리그 데뷔전을 치렀다. 감독이었던 케이시 스텡걸은 스포츠紙와의 인터뷰에서 "내가 여태까지 봐온 선수 중에 좌우 타석 모두에서 최고의 파워를 갖고 있다."라고 말하였다. 마지막 시즌을 보내고 있던 조 디마지오는 갓 데뷔한 맨틀을 보며 "내가 기억하는 한 최고의 유망주"라고 칭찬하였다.
잠깐 슬럼프를 겪자 팀은 산하 마이너리그 팀 종 최고의 유망주를 모은 캔자스시티 블루스로 내려보내 추스르게 했지만, 맨틀은 도대체 슬럼프를 탈출할 수가 없었다. 좌절한 맨틀은 아버지에게 전화를 걸어 더 이상 야구를 할 수 없을 거 같다라고 말하였고, 그의 아버지는 그날로 캔자스시티로 찾아 왔다. 아들에게 도착한 그는 짐을 꾸리기 시작하면서 "난 사나이를 키운 줄 알았다. 지금에 와서 보니 겁쟁이를 키운 것이었구만. 오클라호마로 되돌아가서 나랑 같이 광산 일이나 하자"라고 말하였다. 그 말을 들은 맨틀은 즉각 슬럼프를 탈출하였고, 캔자스 시티에 있는 동안 0.361의 타율과 11홈런, 50타점을 기록하였다. 40경기가 지난 후 다시 메이저 리그로 재승격되었다.
1951년 10월 4일, 데뷔한 해에 뉴욕 자이언츠와의 월드시리즈에 출전하였고, 자이언츠의 윌리 메이스도 역시 데뷔 시즌에 월드시리즈에 출전하였다. 팀은 4승 2패로 월드시리즈 챔피언이 됐으나 맨틀의 성적은 평범하였다.
1951년 동안 같이 외야에서 호흡을 맞췄던 디마지오가 은퇴한 뒤인 1952년 시즌에 들어서 맨틀은 디마지오의 자리였던 중견수로 포지션을 이동하였다. 자신의 빠른발을 통한 넓은 수비범위를 잘 활용할 수 있는 포지션이었고, 이후 1965년까지 내내 중견수로 뛰다 좌익수로 옮겼고, 선수생활 마지막 2년 동안은 수비 부담이 덜한 1루수로 옮겼다. 그 기간 동안 맨틀은 월드시리즈 통산 기록을 많이 세웠는데, 대표적인 것으로 18홈런, 42득점, 40타점으로 각 부문 1위에 올라있다.
맨틀의 유명한 기록 중에서 특이한 걸로는 메이저 리그 역사상 최장 비거리 홈런 기록으로, 1960년 9월 10일 좌측 타석에 들어서서 디트로이트의 타이거 스타디움 우측 지붕 너머로 날린 공이었다. 이후 메이저 리그 역사가 마크 갤러거(Mark Gallagher)가 공이 발견된 위치를 기준으로 196m의 비거리라고 추정하였다. 맨틀이 날린 또 다른 장거리 홈런은 워싱턴 D.C.의 그리피스 스타디움(Griffith Stadium)에서 척 스톱스(Chuck Stobbs)의 투구를 우타석에서 때린 건데, 양키스의 프런트 레드 패터슨(Red Patterson)이 줄자로 잰 결과 172m의 비거리 기록이 나왔다. 사실 그 기록들은 홈런볼이 몇 차례 더 튄 걸 감안하지 않고 측정한 거리인 건 명백하지만, 그렇다치더라도 처음 땅에 떨어진 거리들은 홈플레이트로부터 최소 152m의 비거리를 갖고 있는 건 확실하다. 그 외에도 맨틀은 양키 스타디움의 외야 관중석 3층 너머로 2개의 홈런을 날려, 한 경기 2개의 장외 홈런을 때린 유일한 선수이다. (니그로 리그 베이스볼의 스타 조시 깁슨도 한 경기 두 개의 장외 홈런을 때린 적이 있다고는 하지만 검증된 적은 없다.) 1963년 5월 22일, 캔자스시티의 빌 피셔(Bill Fischer)와 상대한 맨틀은 비거리 190m의 홈런을 날렸으나, 당시 경기에 뛰던 선수와 팬들은 그 공이 34m 높이의 외벽을 때린 후에 필드에 되돌아왔다고 주장하였고, 해당 홈런의 비거리에 대한 논쟁은 지금도 여전하다. 물리학자들이 비거리에 대한 추정에 대해 의문을 표시하는 동안, 1964년 8월 12일 맨틀은 비거리를 추정할 필요도 없는 명백한 장거리 홈런을 날렸다. 스타디움의 센터 필드 너머에 있는 6.7m 높이의 백스크린을 넘기는 홈런을 쳤는데, 이 스크린은 홈 플레이트로부터 141m 거리에 있는 것이었다.
맨틀은 좌우 타석 모두에게서 공포의 파워를 지닌 타자였지만, 정작 그 자신은 우타석에서 치는 것이 더 낫다고 생각하였다. 그런 맨틀이었지만 홈런 숫자로 보면 좌타석에서 372홈런, 우타석에서 164홈런이었던 것은 리그의 대다수를 차지하는 투수는 우투수들이 더 많았고, 그래서 좌타석에 훨씬 더 많이 들어섰기 때문이다. 거기에 그가 때린 좌타 홈런 상당수는 양키 스타디움에서 친 것이었는데, 양키 스타디움은 베이브 루스 이래로 우타자보다는 좌타자에게 더 유리한 구장이었다. 이건 구장 모양에서도 드러나는데, 맨틀이 양키스에서 활약할 때 양키 스타디움의 우측 파울 폴까지의 거리는 90m 밖에 되지 않았고, 좌중간이 122m ~ 139m 인 반면에 우중간은 104m ~ 124m 밖에 되지 않았다.
1956년, 맨틀은 그해 최고의 선수에게 수여하는 히칵 벨트(Hickok Belt)를 수상하였는데, 이해 그는 여름 시즌에 대단한 성적을 올리며 최종적으로 타율 0.353, 52홈런, 130타점으로 트리플 크라운을 달성하면서, 첫 MVP 시즌을 보낸 덕분이었다.
1957년, 전해의 활약에 투수들이 승부를 꺼리는 바람에 홈런과 장타율이 하락하였지만, 볼넷이 대폭 늘었고, 득점 역시 여전히 리그 수위를 달렸으며 타율은 테드 윌리엄스의 0.388에 이은 0.365를 기록하였다. 결국 MVP 득표에서도 윌리엄스를 제치고 생애 두 번째 MVP를 탔다.
1961년 1월 16일, 맨틀은 양키스와 7만 5천 달러의 (현재가치로 550,614 달러) 연봉 계약을 맺었다. 이전에 디마지오, 행크 그린버그, 그리고 테드 윌리엄스가 10만 달러의 연봉을 받은 적이 있으며, 베이브 루스의 최고 연봉은 8만 달러였기는 했지만, 그들이 모두 은퇴한 상황에서 맨틀의 연봉은 당시에는 현역 최고의 연봉이었다.
맨틀과 뉴욕의 언론 간의 관계는 늘 우호적이었던 것만은 아니었다. 1956년 시즌, 맨틀이 베이브 루스의 단일 시즌 홈런 기록 (60홈런)에 도전하게 되자, 루스의 기록을 깨어져서는 안될 것으로 신성시했던 뉴욕의 언론들은 맨틀의 홈런 레이스에 불편한 감정을 드러냈다. 결국 52홈런으로 실패하자 양키스의 완고한 전통주의자들은 안도의 한숨을 내쉬었다. 이 이유 외에도 맨틀은 '삼진이 너무 많다', '내구력이 약하다. (부상을 자주 당한다.)', '오클라호마 출신의 촌뜨기' 등의 이유로 언론과 친해지지 못하였고, '앞선 중견수였던 디마지오보다 못하다.'라고 여겨졌다. 뉴욕 퀸즈 출신의 팀 동료 화이티 포드의 약간의 도움도 있기는 했지만, 시간이 제법 지나고 나서야 맨틀은 뉴욕 언론의 기자들과 적절히 잡담을 나눌 정도가 되었고, 그들의 호감을 얻을 수 있었다. 1961년 시즌, 맨틀과 팀 동료 로저 메리스는 M&M 타선을 구축하였고 루스의 홈런 기록에 그와 함께 다시 도전에 나섰다. 맨틀은 이제 5년 전과는 달리 양키스의 중심이 된 반면에 전년도에 트레이드 되어온 매리스는 아웃사이더로 맨틀에 비하면 양키스의 대표성이 떨어졌다. 지역 언론들에게 이제 맨틀은 팀의 확고부동한 중심이었고 매리스는 그에 비하면 대단치 못한 존재였다. 맨틀이 시즌 후반 엉덩이의 종기로 레이스에서 이탈하자 5년 전 맨틀이 받았던 비난은 매리스에게 쏟아졌고, 그럼에도 불구하고 매리스는 61홈런으로 기록을 깼다. 맨틀은 결국 54홈런으로 시즌을 마쳤지만 득점과 볼넷에서 리그 수위를 차지하였다.
세인트루이스 카디널스와 맞닥뜨린 1964년 월드시리즈에서 3차전 9회말에 1-1 동점 상황에서 투수 Barney Schultz의 초구를 끝내기 홈런으로 연결시켰으나, 팀은 4승 3패로 시리즈에 패배하고 말았다.
1965년 시즌, 맨틀의 부상은 그와 팀의 성적에 걸림돌이 되었고 결국 1위 미네소타 트윈스에 25게임 뒤진 6위로 시즌을 마치고 말았다. 맨틀 개인 성적도 0.255의 타율에 단 19홈런뿐이었다. 1966년 시즌이 지난 후 1루수로 자리를 옮겼고, 이때부터 양키스는 조지 스타인브레너가 팀을 인수할 때까지 긴 침체기에 들어섰다.
맨틀의 마지막 홈런은 1968년 9월 20일, 보스턴의 짐 론보그에서 때려낸 솔로 홈런이었다.

### 은퇴 후
1969년 3월 1일 맨틀은 은퇴를 발표하였다. 그리고 5년 뒤 자격 요건이 되자 마자 명예의 전당 입성하게 되었다. 양키스는 그의 등번호 7번을 영구 결번으로 지정하였다. (데뷔 시절 잠깐 6번을 달기도 하였으나 슬럼프로 마이너 리그에 내려갔다 오는 동안 원래 그 번호의 주인이었던 바비 브라운(Bobby Brown)이 다시 차지하였고, 결국 7번을 달게 되었다. 양키스의 영구 결번은 베이브 루스의 3번, 루 게릭의 4번, 조 디마지오의 5번 다음에 6번은 비어있는 채 7번으로 넘어가게 되었다. 등번호 6의 영구 결번은 조 토리 전 감독의 것이다)
1969년에는 NBC에서 파트 타임으로 올스타전과 Game of the Week 같은 경기의 해설을 하기도 하였고, 1972년에도 파트 타임으로 몬트리올 엑스포스 팀의 해설을 맡기도 하였다.
자유계약 제도가 도입되기 전이었어도 많은 연봉을 받던 맨틀이었지만, 사업 감각은 별로였던지라 몇 건의 잘못된 투자로 돈을 날리기도 하였다. 그래도 스포츠 기념품 사업에서 대단한 위치를 지녔던 그의 위상은 1980년대부터 시작해 전 미국을 휩쓸 기세가 되었고, 팬들에 대한 영향력도 더 커지기 시작하였다. 이러한 인기는 그의 사후에도 계속되어 맨틀의 아이템은, 맨틀보다 더 이전 선수여서 관련 아이템이 희귀한 베이브 루스를 제외하고는, 어떤 선수의 아이템도 넘지 못할 판매를 기록하였다.
1970년대에 열었던 컨트리 음식점의 실패에도 불구하고 1988년 뉴욕의 59번가에 '미키 맨틀의 레스토랑 & 스포츠 바'를 열었고, 곧 뉴욕에서 가장 유명한 음식점이 되었는데, 양키 스타디움의 모뉴먼트 파크에 있던 오리지널 명판이 입구에 전시되어 있었다.
1983년, 뉴저지주 애틀랜틱 시티에 있는 리조트의 카지노에서 고객 담당 대표 일을 시작하였다. 그의 활동 대부분이 골프 토너먼트와 다른 봉사활동의 얼굴마담 격이었지만 MLB 커미셔너 보위 쿤에 의해 야구계에서는 일을 할 수 없게 되었다. 도박 관련 조직에 있는 사람은 영구 자격 정지된다는 규정에 의한 것이었다. 쿤은 맨틀이 카지노 일을 맡기 전에 경고를 했지만 맨틀은 그런 규정이 '멍청하다'라고 생각했기 때문에 무시하고 일을 맡은 것이었다. 또 다른 명예의 전당 인물이었던 윌리 메이스 역시 카지노에 잠깐 취직하면서 자격이 정지된 적이 있었다. 쿤의 후임 커미셔너인 피터 위버로스(Peter Ueberroth)에 의해 1985년 3월 13일에 자격이 회복되었다.

## 통산성적
| 연도 | 나이 | 팀  | 리그 | 경기  | 타석  | 타수  | 득점  | 안타  | 2루타 | 3루타 | 홈런 | 타점  | 도루 | 볼넷  | 삼진  | 타율  | 출루율 | 장타율 | OPS   |
| ---- | ---- | --- | ---- | ----- | ----- | ----- | ----- | ----- | ----- | ----- | ---- | ----- | ---- | ----- | ----- | ----- | ------ | ------ | ----- |
| 1951 | 19   | NYY | AL   | 96    | 386   | 341   | 61    | 91    | 11    | 5     | 13   | 65    | 8    | 43    | 74    | 0.267 | 0.349  | 0.443  | 0.792 |
| 1952 | 20   | NYY | AL   | 142   | 626   | 549   | 94    | 171   | 37    | 7     | 23   | 87    | 4    | 75    | 111   | 0.311 | 0.394  | 0.53   | 0.924 |
| 1953 | 21   | NYY | AL   | 127   | 540   | 461   | 105   | 136   | 24    | 3     | 21   | 92    | 8    | 79    | 90    | 0.295 | 0.398  | 0.497  | 0.895 |
| 1954 | 22   | NYY | AL   | 146   | 651   | 543   | 129   | 163   | 17    | 12    | 27   | 102   | 5    | 102   | 107   | 0.300 | 0.408  | 0.525  | 0.933 |
| 1955 | 23   | NYY | AL   | 147   | 638   | 517   | 121   | 158   | 25    | 11    | 37   | 99    | 8    | 113   | 97    | 0.306 | 0.431  | 0.611  | 1.042 |
| 1956 | 24   | NYY | AL   | 150   | 652   | 533   | 132   | 188   | 22    | 5     | 52   | 130   | 10   | 112   | 99    | 0.353 | 0.464  | 0.705  | 1.169 |
| 1957 | 25   | NYY | AL   | 144   | 623   | 474   | 121   | 173   | 28    | 6     | 34   | 94    | 16   | 146   | 75    | 0.365 | 0.512  | 0.665  | 1.177 |
| 1958 | 26   | NYY | AL   | 150   | 654   | 519   | 127   | 158   | 21    | 1     | 42   | 97    | 18   | 129   | 120   | 0.304 | 0.443  | 0.592  | 1.035 |
| 1959 | 27   | NYY | AL   | 144   | 639   | 541   | 104   | 154   | 23    | 4     | 31   | 75    | 21   | 93    | 126   | 0.285 | 0.390  | 0.514  | 0.904 |
| 1960 | 28   | NYY | AL   | 153   | 644   | 527   | 119   | 145   | 17    | 6     | 40   | 94    | 14   | 111   | 125   | 0.275 | 0.399  | 0.558  | 0.957 |
| 1961 | 29   | NYY | AL   | 153   | 646   | 514   | 131   | 163   | 16    | 6     | 54   | 128   | 12   | 126   | 112   | 0.317 | 0.448  | 0.687  | 1.135 |
| 1962 | 30   | NYY | AL   | 123   | 502   | 377   | 96    | 121   | 15    | 1     | 30   | 89    | 9    | 122   | 78    | 0.321 | 0.486  | 0.605  | 1.091 |
| 1963 | 31   | NYY | AL   | 65    | 213   | 172   | 40    | 54    | 8     | 0     | 15   | 35    | 2    | 40    | 32    | 0.314 | 0.441  | 0.622  | 1.063 |
| 1964 | 32   | NYY | AL   | 143   | 567   | 465   | 92    | 141   | 25    | 2     | 35   | 111   | 6    | 99    | 102   | 0.303 | 0.423  | 0.591  | 1.015 |
| 1965 | 33   | NYY | AL   | 122   | 435   | 361   | 44    | 92    | 12    | 1     | 19   | 46    | 4    | 73    | 76    | 0.255 | 0.379  | 0.452  | 0.831 |
| 1966 | 34   | NYY | AL   | 108   | 393   | 333   | 40    | 96    | 12    | 1     | 23   | 56    | 1    | 57    | 76    | 0.288 | 0.389  | 0.538  | 0.927 |
| 1967 | 35   | NYY | AL   | 144   | 553   | 440   | 63    | 108   | 17    | 0     | 22   | 55    | 1    | 107   | 113   | 0.245 | 0.391  | 0.434  | 0.825 |
| 1968 | 36   | NYY | AL   | 144   | 547   | 435   | 57    | 103   | 14    | 1     | 18   | 54    | 6    | 106   | 97    | 0.237 | 0.385  | 0.398  | 0.782 |
| 통산 |      |     |      | 2,401 | 9,909 | 8,102 | 1,676 | 2,415 | 344   | 72    | 536  | 1,509 | 153  | 1,733 | 1,710 | 0.298 | 0.421  | 0.557  | 0.977 |

## 수상경력
- 아메리칸리그 MVP 3회 수상 - 1956년, 1957년, 1962년
- 골든글러브 1회 수상 - 1962년
- 수위타자 1회 수상 - 1956년(0.353)
- 최다홈런 4회 수상 - 1955년(37개), 1956년(52개), 1958년(42개), 1960년(40개)
- 최다타점 1회 수상 - 1956년(130개)
- 올스타전 참가 16회 - 1952년~1965년, 1967년, 1968년
- 명예의전당 헌액 - 1974년

## 참고자료
- '고통과 싸운 천재' 미키 맨틀